# La Petite Fille et son chat
Pour plus de détails, voir Fiche technique et Distribution.
La Petite Fille et son chat est un court métrage documentaire muet français réalisé par Louis Lumière en 1900 et produit par la Société Lumière.

## Description
Une petite fille joue avec son chat en lui donnant à manger. Le personnage principal est Madeleine Koehler (1895-1970), la nièce des frères Lumière.

## Fiche technique
- Titre original : La Petite Fille et son chat
- Titre en hongrois :A lány és a macska
- Titre en polonais : Karmienie kota
- Réalisation : Louis Lumière
- Production : Société Lumière
- Lieu de tournage : Maison Koehler, 29 rue Guilloud, Monplaisir à Lyon (France)
- Pays d'origine : France
- Vue no  : 1 100
- Genre : Documentaire
- Format : Court métrage — Muet — Noir et blanc - 1,30:1
- Durée : 46 s
- Dates de sortie :
  -  France :  mai 1900

## Sources
- Catalogue Lumière, « La Petite fille et son chat » (consulté le 11 février 2024).